# Farber
Farber és una població dels Estats Units a l'estat de Missouri. Segons el cens del 2000 tenia 411 habitants.

## Demografia
Segons el cens del 2000, Farber tenia 411 habitants, 170 habitatges, i 120 famílies. La densitat de població era de 566,7 habitants per km².
Dels 170 habitatges en un 29,4% hi vivien nens de menys de 18 anys, en un 56,5% hi vivien parelles casades, en un 9,4% dones solteres, i en un 29,4% no eren unitats familiars. En el 24,7% dels habitatges hi vivien persones soles l'11,2% de les quals corresponia a persones de 65 anys o més que vivien soles. El nombre mitjà de persones vivint en cada habitatge era de 2,42 i el nombre mitjà de persones que vivien en cada família era de 2,85.
Per edats la població es repartia de la següent manera: un 23,6% tenia menys de 18 anys, un 9,5% entre 18 i 24, un 23,6% entre 25 i 44, un 27,3% de 45 a 60 i un 16,1% 65 anys o més.
L'edat mediana era de 40 anys. Per cada 100 dones de 18 o més anys hi havia 93,8 homes.
La renda mediana per habitatge era de 36.250 $ i la renda mediana per família de 40.481 $. Els homes tenien una renda mediana de 30.962 $ mentre que les dones 19.875 $. La renda per capita de la població era de 16.622 $. Entorn del 9,1% de les famílies i el 10,6% de la població estaven per davall del llindar de pobresa.

## Poblacions més properes
El següent diagrama mostra les poblacions més properes.